# U Ain't Goin' Nowhere
"U Ain't Goin' Nowhere" is de derde single van Buck the World, het tweede album van Amerikaanse rapper Young Buck.
De single bevat een refrein van r&b-zangeres Latoiya Williams en is geproduceerd door Dr. Dre en coproducer Mark Batson. In de video van het nummer wordt aan het eind een stuk van het nummer "Buck the World" afgespeeld, waarin Lyfe Jennings het refrein zingt.